# Scipio (Gattung)
Scipio ist eine Gattung der Echten Tierläuse, die bei Stachelschweinverwandten auftritt. Der Kopf ist lang und breit und das dritte der fünf Antennenglieder ist sehr lang, etwa wie das 2., 4. und 5. zusammen. Der Thorax ist breiter, aber kürzer als der Kopf. Das erste Beinpaar hat eine lange Kralle. Die Skleriten des Prätarsus des zweiten und dritten Beinpaars sind sehr groß. Das Abdomen ist oval und hat etwa die Länge von Kopf und Thorax zusammen. Die Pleurae sind klein, aber kräftig und lang, die hinteren tragen wie bei Solenopotes einen röhrenförmigen Fortsatz.
Zur Gattung gehören drei Arten:
- Scipio aulacodi, Wirt Rohrratten
- Scipio breviceps, Wirt Rohrratten
- Scipio tripedatus, Wirt Felsenratte